# Nesocordulia
Nesocordulia is een geslacht van libellen (Odonata) uit de familie van de glanslibellen (Corduliidae).

## Soorten
Nesocordulia omvat 6 soorten:
- Nesocordulia flavicauda McLachlan, 1882
- Nesocordulia malgassica Fraser, 1956
- Nesocordulia mascarenica Fraser, 1948
- Nesocordulia rubricauda Martin, 1900
- Nesocordulia spinicauda Martin, 1903
- Nesocordulia villiersi Legrand, 1984